# San José Pilancón
San José Pilancón är en ort i Mexiko.   Den ligger i kommunen Mariano Escobedo och delstaten Veracruz, i den sydöstra delen av landet, 210 km öster om huvudstaden Mexico City. San José Pilancón ligger 3 131 meter över havet och antalet invånare är 313.
Terrängen runt San José Pilancón är bergig norrut, men söderut är den kuperad. Runt San José Pilancón är det ganska tätbefolkat, med 199 invånare per kvadratkilometer. Närmaste större samhälle är Orizaba, 19,0 km sydost om San José Pilancón. I omgivningarna runt San José Pilancón växer huvudsakligen savannskog.